# Prosperidad (Filipiny)
Prosperidad – miasto na Filipinach w regionie Caraga, we wschodniej części wyspy Mindanao. Jest ośrodkiem administracyjnym prowincji Agusan del Sur. W 2010 roku liczyło 76 628 mieszkańców.